# Gilles Berolatti
Gilles Berolatti (Parigi, 4 maggio 1944) è un ex schermidore francese, vincitore di una medaglia d'oro e una di bronzo nella scherma ai giochi olimpici.

## Biografia
Fiorettista, fu membro della nazionale francese di scherma, con la quale vinse la medaglia d'oro ai Giochi olimpici di Città del Messico 1968 e poi quella di bronzo alle Olimpiadi di Monaco di Baviera 1972.